# اخلاق‌شناسی سکولار
اخلاق‌شناسی سکولار، گونه‌ای از فلسفه اخلاق است که در آن اخلاق تنها بر اساس قوه ذهنی انسانی چون خرد، منطق و شهود اخلاقی تعریف می‌شوند. در اخلاق سکولار، وحی، الهام و هدایت‌های متافیزیکی -که منبع اخلاق دینی است- ارزشی ندارد. به بیان دیگر در اخلاق سکولار مرجعیت و وثاقت هیچ منبعی جز خود انسان پذیرفته نیست، و عقل خودبنیاد بشر مرجع نهایی ارزش‌گذاری اخلاقی است. اخلاق سکولار، هر گونه نظام اخلاقی که بر پایه ماورالطبیعه نباشد در برمی‌گیرد، از جمله انسان‌گرایی، سکولاریسم و آزاداندیشی.
غالب نظام‌های اخلاقی سکولار، قراردادهای اجتماعی هنجارمند، یا بخشی از ارزش‌های اخلاقی ذاتی، شهود مبتنی بر وظیفه‌شناسی، یا نسبی‌نگری فرهنگی را پذیرا هستند. گروه کوچکتری از ایشان عقیده دارند روش‌های علمی می‌تواند مرجعی برای ارزش‌های اخلاقی تلقی شود. این نوع نگرش به اخلاق علمی معروف است. رویکردهای دیگر چون سودمندگرایی، نسبی‌نگری اخلاق ذهنی و خودپرستی اخلاقی هم پیروان کمتر، ولی چشمگیری دارند.
نگرش سکولار به اخلاق الزاماً در تضاد با اخلاق دینی نیست. برای مثال قاعده طلایی یا اصل پرهیز از خشونت می‌تواند در چهارچوب سکولار یا دینی مورد قبول واقع شود.

## اخلاق‌شناسی انسانی
انسان‌گراها جهان‌گرایی اخلاقی را مبتنی بر مشترکات طبیعت انسان تأیید می‌کنند، و این است که دانش درست و نادرست مبتنی بر بهترین درک ما از منافع فردی و مشترک ما، و نه ناشی از منبع محلی متعالی یا خودسرانه، می‌باشد.
بنابراین، ایمان را به‌طور کامل به عنوان پایه‌ای برای اقدام رد می‌کند. هدف اخلاق انسان‌گرایانه جستجوی اصول و رفتارهای پایدار عملی فردی، اجتماعی و سیاسی است، و آن‌ها را بر اساس توانایی‌شان در ارتقاء بهزیستی انسان و مسئولیت فردی قضاوت می‌کند، و بدینگونه نهایتاً رنج انسان را از بین می‌برد.

## فلاسفهٔ شاخص

### هالی‌اوک

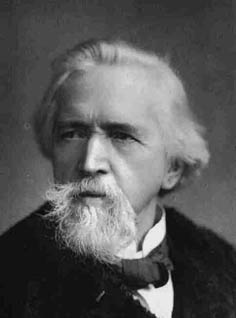
جورج هالی‌اوک

جورج یاکوب هالی‌اوک (به انگلیسی:George Jacob Holyoake) سکولاریست انگلیسی (زادهٔ ۱۳ آوریل ۱۸۱۷ - درگذشتهٔ ۲۲ ژانویه ۱۹۰۶) در بیرمنگام انگلستان زاده شد. وی برای نخستین بار واژه سکولاریسم را در سال ۱۸۴۶ معرفی کرد. این واژه در زبان لاتین به معنای «این جهانی دنیوی» و متضاد با «دین» یا «روحانی» است.

### نیچه

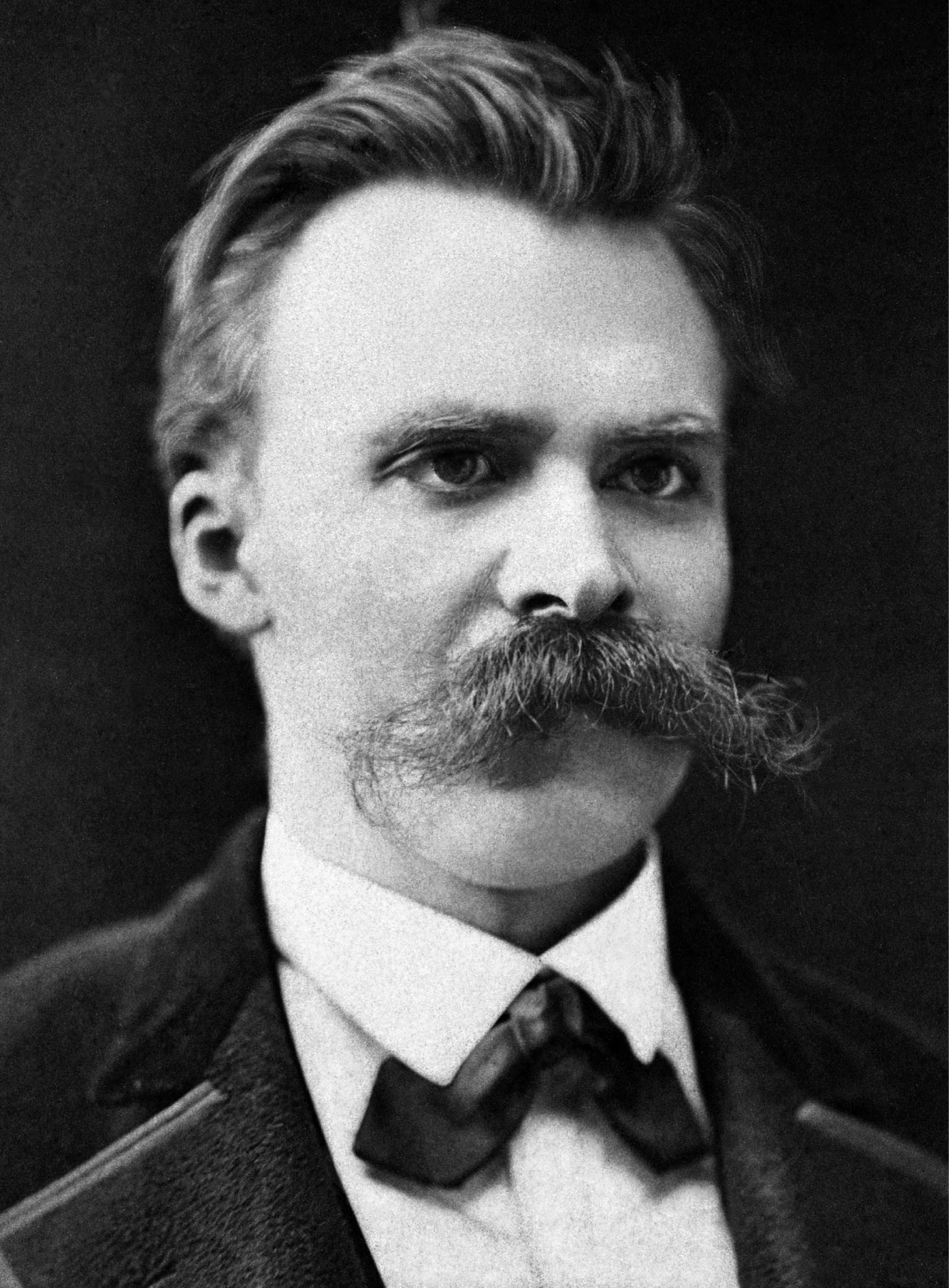
فردریش نیچه

فردریش نیچه در زمینهٔ اخلاق منتقد بزرگ مسیحیت و هرگونه کنترل بود. نیچه هم‌چنین با فلسفهٔ اصالت سود، نیهیلیسم اخلاقی و اخلاق ویکتوریایی مخالفت کرد. نیچه در بیشتر آثارش خواستار یک اراده قدرت‌مند برای چیره‌شدن بر فرومایگی اخلاقی ست. مهم‌ترین آثار نیچه در باب اخلاق عبارت‌ند از:
- حکمت شادان که ایدهٔ معروف خدا مرده‌است اولین بار در این کتاب مطرح شد
- چنین گفت زرتشت
- فراسوی خیر و شر
- تبارشناسی اخلاق

### کانت

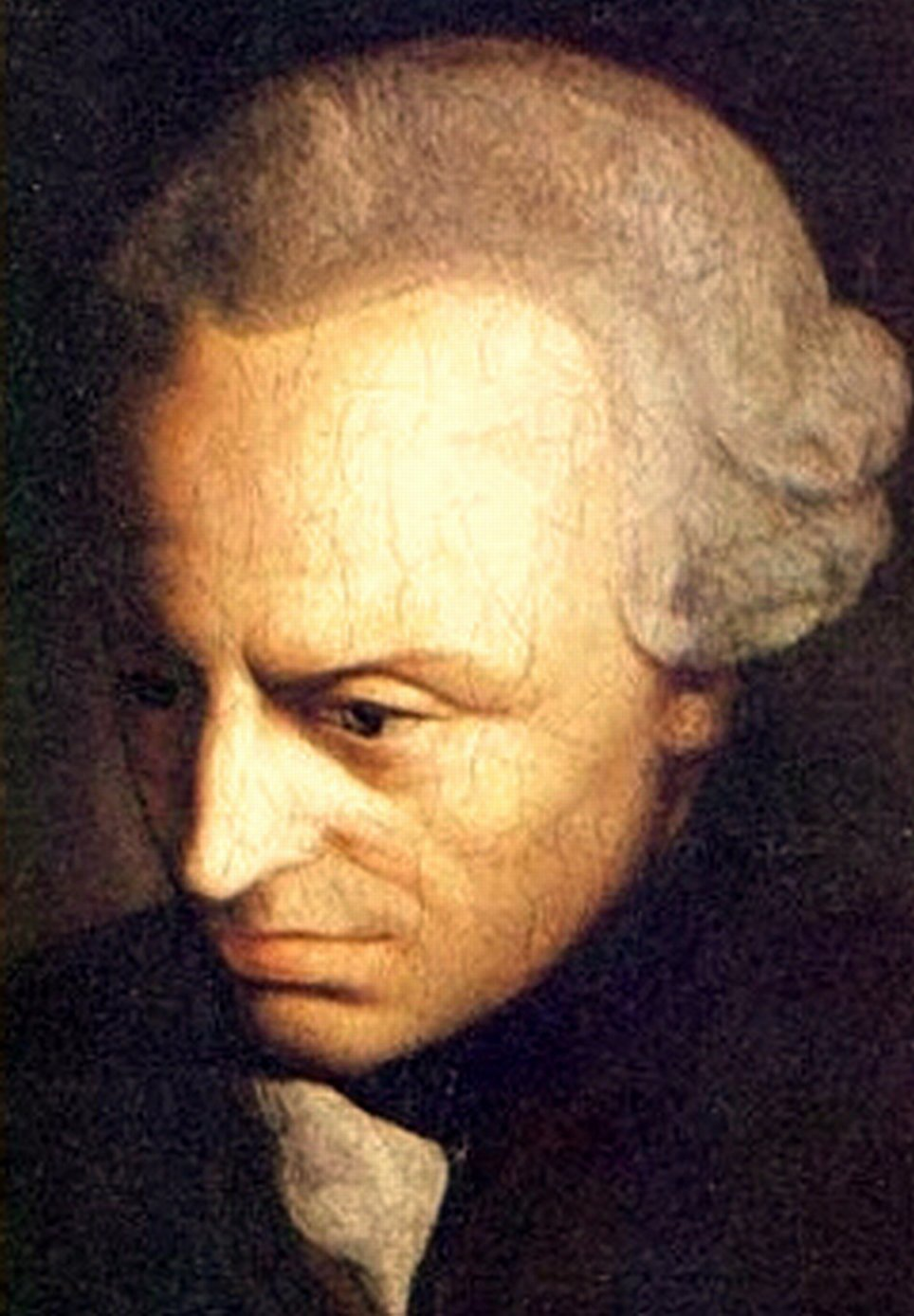
کانت مسیحی بود

کانت عقل انسان به دو بخش عقل نظری و عقل عملی تقسیم کرد. به نظر کانت عقل عملی انسان را موظف به تلاش جهت رسیدن به برترین خیر می‌کند که شامل دو مؤلفهٔ فضیلت کامل و سعادت کامل است؛ بنابراین یک کار خوب باید برای رسیدن به تطبیق کامل اراده و اخلاق باشد.

برای مثال، تحت اخلاقیات کانت، اگر کسی برای کمک کردن به فقرا دلیلی مثل ترس از مجازات شدن توسط خدا یا یک قدرت ابرانسانی یا هر دلیل غیر مرتبط دیگری داشته باشد، آن کار از نظر اخلاقی نمی‌تواند یک کار خوب محسوب شود. یک عمل اخلاقی باید با روح خیر و اخلاقی انجام شود و انگیزه‌های دیگر ارزش اخلاقی ندارند.

### اصالت سود

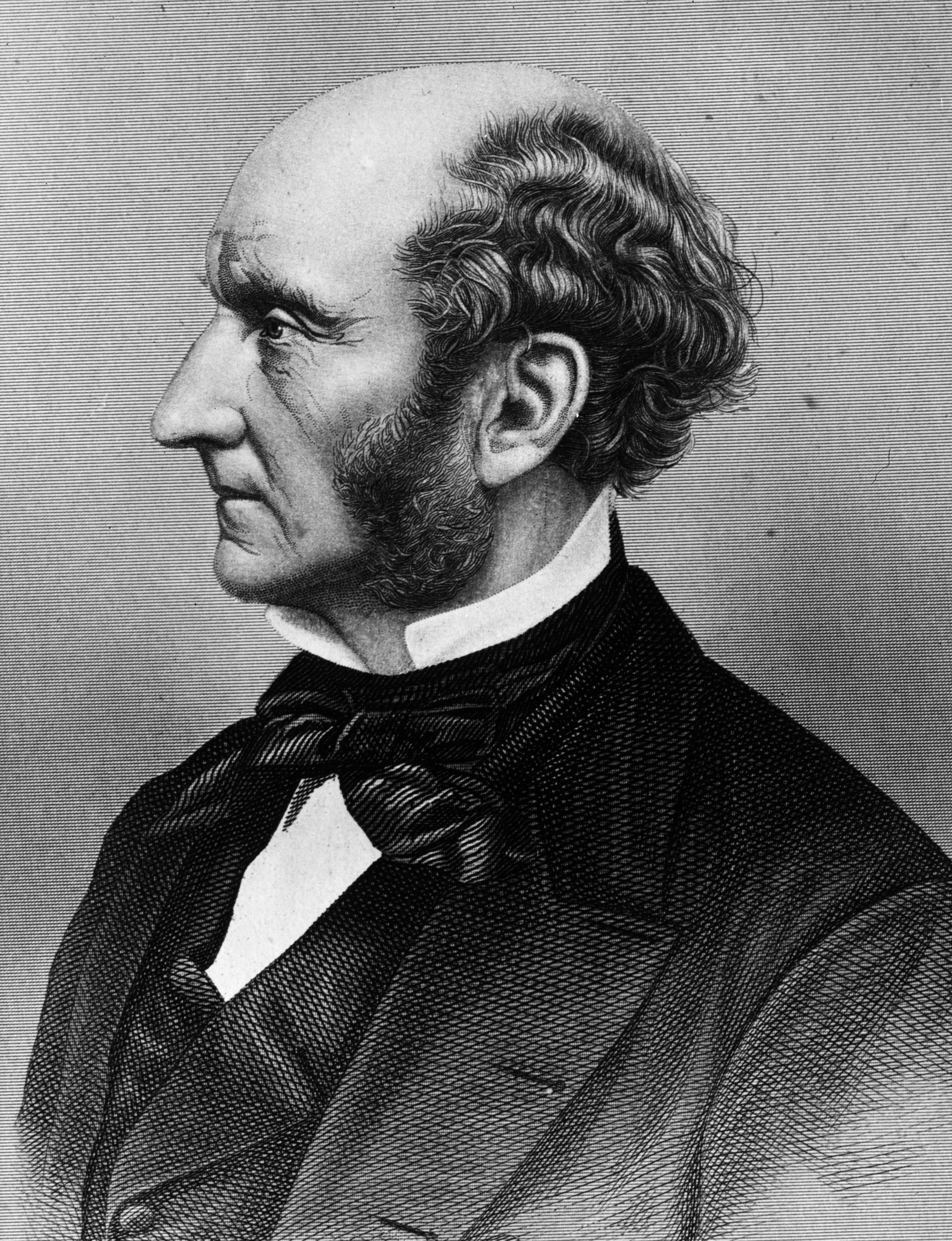
جان استوارت‌میل متفکر انگلیسی، توسعه‌دهندهٔ نظریهٔ اصالت سود بود

اصالت سود فلسفه‌ای است که نیک‌بختی بیش‌تر برای انسان‌های بیش‌تر را غایت نهایی اخلاق می‌داند. نیک‌بختی معمولاً با شادی، لذت و مطلوبیت یکی انگاشته می‌شود. شعار این فلسفه رفاه ملت بود. اصالت سود اصلاً یک فلسفهٔ انگلیسی‌ست.
در فلسفهٔ اصالت سود نتیجهٔ نهایی هر کار مهم است. برای مثال اگر کسی برای کمک به فقرا کاری انجام دهد، این کار بدون توجه به نیت او یک کار خوب است.

### آبجکتیویسم
آین رند در کتابش با عنوان برای روشن‌فکری نوین می‌گوید که اخلاق باید تنها یک اصل داشته باشد. 
 هستی هست و ما تنها یک انتخاب داریم: زندگی کردن
 رند تنها ارزش را زندگی کردن انسان برای نفع فردی عقلانی خود می‌داند و اعلام می‌کند که غیر از این هیچ معیار اخلاقی نباید وجود داشته باشد. اصول منطق و آزادی اراده دو ابزار هر فرد برای رسیدن به علایق شخصی ست.

رند هم‌چنین عبارت (به انگلیسی: I am, therefore I think) (به فارسی: هستم پس می‌اندیشم) را به عنوان نتیجه‌گیری پژوهش‌هایش جعل کرده‌است. در رمان اطلس شورید یکی از شخصیت‌های کتاب می‌گوید :
 به زندگانی‌ام و عشقی که به آن دارم سوگند می‌خورم که هرگز برای خاطر دیگری نخواهم زیست و از دیگری نخواهم خواست تا برای من بزید.

### کتاب خوب

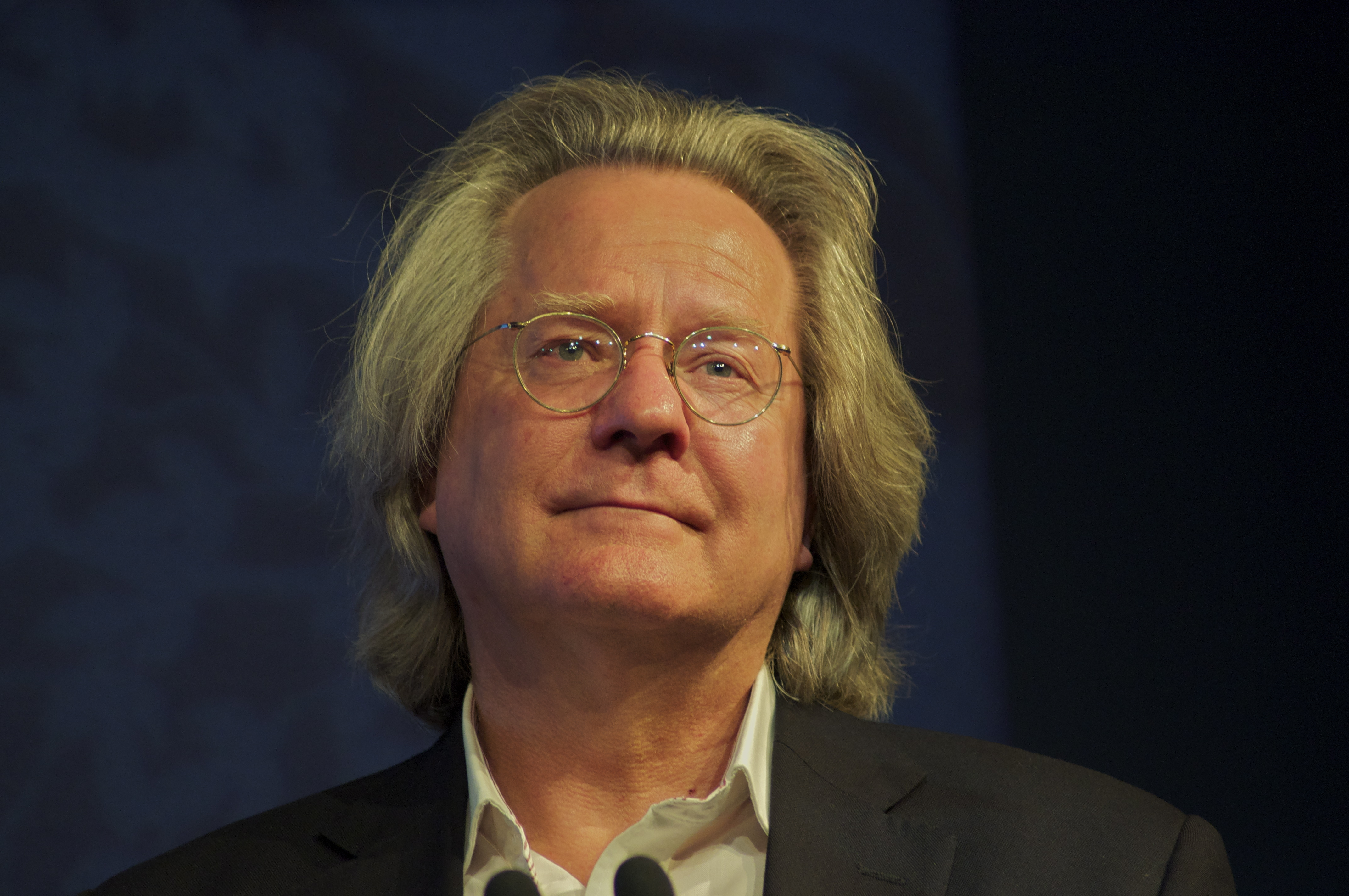
ای سی گریلینگ

فیلسوف انگلیسی، ای سی گریلینگ، در کتابی به نام کتاب خوب (The Good Book) جایگزینی برای اخلاق دینی، به عنوان یک انجیل سکولار تهیه کرده‌است. این کتاب به سبک انجیل، به عنوان مرجعی برای اخلاق سکولار برای بی‌دین‌ها نوشته شده‌است. او از فلسفهٔ غیر دینی و داستان‌های پندآموز یونان باستان، چین، رم، هند، تمدن اسلامی، رنسانس در اروپا و عصر روشنگری استفاده کرده‌است.
ده فرمان این کتاب، جایگزینی برای ده فرمان دینی است. این ده فرمان تشکیل شده از: ۱. خوب دوست بدار. ۲. در همه چیز نیکی را بجوی ۳. به کسی آزار مرسان. ۴. برای خودت فکر کن. ۵. مسئولیت‌پذیر باش. ۶. به طبیعت احترام بگذار. ۷. نهایت تلاشت را بکن. ۸. مطلع باش. ۹. مهربان باش. ۱۰. شجاع باش.